# Le Moine (1972)
Le moine is een filmbewerking van de romantische griezelroman The Monk (1796) van Matthew Gregory Lewis. De film werd geregisseerd door Ado Kyrou. Het scenario, van Luis Buñuel en Jean-Claude Carrière, gaat over de val van de vrome monnik Ambrosio, die tegen de zonden van het vlees fulmineert in zijn van hellevuur doordrenkte preken. Hij wordt verleid door een als monnik vermomde heks en vervalt in schaamteloos en onkuis gedrag, prominent uitgebeeld in de film. Dan wordt Ambrosio aan de inquisitie overgeleverd. Ambrosio weet te ontsnappen door zijn ziel aan de duivel te verkopen; ten slotte wordt hij zelfs tot paus gekozen.
In 1990 draaide de Spaanse cineast Francisco Lara Polop een nieuwe versie van de film: The Monk. In 2011 verfilmde Dominik Moll de roman een derde keer onder de titel Le Moine.

## Rolverdeling
| Acteur           | Personage             |
| ---------------- | --------------------- |
| Franco Nero      | Ambrosio              |
| Nathalie Delon   | Mathilde              |
| Nadja Tiller     | Elvira                |
| Elisabeth Weiner | Agnès                 |
| Eliana De Santis | Antonia               |
| Nicol Williamson | De hertog van Talamur |
| Denis Manuel     | de Grootinquisiteur   |